# Rosewater (película)
Rosewater (118 días en español) es una película de drama, estadounidense del 2014; escrita y dirigida por Jon Stewart basada en la memoria de  Then They Came for Me por Maziar Bahari  y Aimee Molloy. El encarcelamiento de Bahari fue conectado para una entrevista que se llevó a cabo en The Daily Show en 2009; las autoridades presentaron la entrevista como evidencia en el cual, él tuvo una comunicación con un espía americano. Debido al contenido de la película, Stewart ha sido acusado por la TV del Estado Iraní,de ser financiados por los Sionistas y por haber trabajado con la CIA. La película se estrenó en cines el 7 de noviembre de 2014.

## Argumento
En 2009, un periodista londinense llamado Maziar Bahari (Gael García Bernal) fue detenido en Irán durante cuatro meses debido a una entrevista con respecto a la elección presidencial del país. Bahari fue detenido, y mientras su novia embarazada esperaba por él, pasó cuatro meses en prisión, durante los cuales fue interrogado brutalmente (siempre con los ojos vendados). El único rasgo distintivo de su interrogador era que olía a agua de rosas (por eso Bahari lo apodó Rosewater).

## Reparto
- Gael García Bernal (n. 1978) como el periodista Maziar Bahari.
- Kim Bodnia (n. 1965) como el torturador Rosewater.[7]
- Claire Foy (n. 1984) como Paola Gourley.
- Haluk Bilginer  (n. 1954) como Baba Akbar.
- Shohreh Aghdashloo (n. 1952) como Moluyún.
- Dimitri Leonidas (Londres, 1987) como Davood.[8]
- Golshifteh Farahani (Teherán, 1983) como Maryam.
- Arian Moayed (n. 1980) como Hamid.
- Amir El-Masry como Alireza.
- Jason Jones (actor y comediante canadiense, n. 1973) como él mismo.[9]

## Producción
Rosewater fue filmada en Jordán entre junio y mediados de agosto del 2013.Costó alrededor de $10 millones de dólares. J.J. Abrams apoyó con algunas partes del guion para Stewart.

## Estreno
El 31 de julio,2014, se anunció que la película tendría su estreno el 7 de noviembre,2014. La película tuvo su premier en el Festival de Cine de Telluride el 29 de agosto,2014. Será presentada en la sección de presentaciones especiales del Festival Internacional de Cine de Toronto 2014, en septiembre.